# Mathuren Arthur Andrieu
Mathuren Arthur Andrieu (n. 1822 – d. 1896) a fost un pictor francez. Lucrările sale includ portrete, peisaje, peisaje și panorame.
S-a născut la Bordeaux și a studiat la Academia Regală Franceză. Apoi a ajuns în Statele Unite, fiind angajat în New Orleans în jurul anului 1840. În 1851, a avut o expoziție cu o serie de vederi dizolvante ale Londrei, ale Crystal Palace și ale New Orleans la Charleston, Carolina de Sud. În 1853, a expus panorame ale St. Louis, Missouri și „Southern Life” din St. Louis.
S-a căsătorit cu Martha A. Walling în Georgia în 1852. A lucrat în Macon, Georgia în 1855, stabilindu-se în Providence, Rhode Island în 1862. A murit în această localitate în 1896.